# André Derain
André Derain (Chatou, França, 10 de junho de 1880 - em Garches, 8 de setembro de 1954) foi um pintor francês totalmente autodidata, começou a pintar com quinze anos. Se encontrou com Matisse e depois com Vlaminck em 1900, pintaram juntos e desenvolveram suas ideias com a cor em suas obras de arte.
Depois de ver uma exposição de telas de Van Gogh em 1901, Derain reforçou o uso das cores puras em suas telas. Montou um ateliê em Chatou, perto de Paris - em parceria com Maurice de Vlaminck (1876-1958). Este ateliê se tornou o centro de difusão do Fauvismo. Mas finalmente ambos decidiram ir embora para Paris. Derain se inscreveu como aluno na Academia Carrière, onde conheceu Matisse.
Ao contrário dos colegas, o jovem pintor se interessava principalmente pela arte das academias e dos museus e paradoxalmente abandonou o fauvismo pelo cubismo. Logo após o término da I Guerra Mundial, aplica-se aos valores clássicos, pintando retratos, paisagens e naturezas-mortas, predominando quase que sempre os tons castanhos avermelhados. Fez notáveis xilogravuras em cores, cenários e figurinos para teatro, além de esculturas e cerâmicas.
A obra de Derain mostrou uma superfície mais tranquila que o resto dos fauvistas, produto da aplicação de tonalidades quentes e harmônicas. Sua obra agradou tanto ao galerista Vollard que ele tentou repetir com esse artista o sucesso alcançado com Monet, organizando em Londres uma exposição com suas obras mais fauvistas. No entanto, ao voltar, o pintor assinou um contrato com Kahnweiler, o marchand de Picasso. Foi assim que Derain entrou em contato com a elite cubista e abandonou o fauvismo.
Entre suas obras mais importantes estão O Porto de Londres (1906) e O Porto de Colliure (1905).
Em seus últimos anos, Derain trabalhou como cenógrafo de balé e ilustrador de livros.

## Principais obras
- A ponte de Charing Cross (1901)
- Autorretrato (1903)
- Montanhas em Collioure (1905)
- O cavaleiro no cavalo branco (1905)
- Barcos de pesca (1905)
- Ponte de Londres (1906)
- Madame Derain em verde (1907)
- O palácio de Westminster (1907)
- O tocador de gaita de foles (1911)
- Jarro e pratos (1912)
- Retrato de um homem com jornal (1914)
- Madame Derain num xale branco (1920)
- O pintor e sua família (1939)